# بيت عقيل (ذي السفال)

تعديل مصدري - تعديل

بيت عقيل هي إحدى قرى عزلة رعاش بمديرية ذي السفال التابعة لمحافظة إب، بلغ تعداد سكانها 494 نسمة حسب تعداد اليمن لعام 2004.